# Jesús Chus López García
Jesús López García znany jako Chus López (ur. 23 stycznia 1987 roku w L’Hospitalet de Llobregat) – hiszpański trener futsalowy posiadający licencję UEFA B Futsal oraz ukończony pierwszy poziom hiszpańskiego kursu dla trenerów futsalu. Obecnie trener klubu Rekord Bielsko-Biała, występującego w Futsal Ekstraklasa.

## Kariera zawodnicza
Wychowany przez Akademię Futbol Sala Martorell w katalońskim miasteczku Martorell, był jednym z najmłodszych graczy debiutujących w Primera División w futsalu. Zespoły takie jak Futbol Sala Martorell, Laguna playas de Salou, Futbol Sala Baix Maestrat oraz Associació Esportiva Palma Futsal miały go w swoich drużynach jako bramkarza. Występował również w reprezentacji Katalonii FCF w futsalu.
Zwycięzca trzech Pucharów Katalonii oraz Mistrzostw U19 Hiszpanii, Chus pracował z trenerami takimi jak Sito Rivera, Eduardo García Belda "Miki", Federico Vidal Montaldo (obecny trener reprezentacji Hiszpanii), José Lucas Mena “Pato” (obecny trener Ribera Navarra), Juanito (obecny trener Thai Son Bac) oraz z wieloma innymi trenerami reprezentującymi najwyższy poziom w futsalu.

### Kluby
| Sezon     | Klub                              | Kategoria                        |
| --------- | --------------------------------- | -------------------------------- |
| 2004/2005 | Futbol Sala Martorell             | Primera División w futsalu       |
| 2005/2006 | Futbol Sala Martorell             | Primera División w futsalu       |
| 2006/2007 | Futbol Sala Martorell             | Primera División w futsalu       |
| 2007/2008 | Laguna playas de Salou            | Segunda División de fútbol sala  |
| 2008/2009 | Futbol Sala Baix Maestrat         | Primera División w futsalu       |
| 2009/2010 | Futbol Sala Baix Maestrat         | Primera División w futsalu       |
| 2010/2011 | Associació Esportiva Palma Futsal | Primera División w futsalu       |
| 2011/2012 | Associació Esportiva Palma Futsal | Primera División w futsalu       |
| 2012/2013 | Associació Esportiva Palma Futsal | Primera División w futsalu       |
| 2014/2015 | Salou FS                          | Segunda División B (fútbol sala) |
| 2015/2016 | KS Orzeł Futsal Jelcz-Laskowice   | 1. Polska Liga Futsalu           |

### Tytuły
- Puchar Katalonii w futsalu : 3

Futbol Sala Martorell : 2005/2006/2007
- Mistrzostwa U19 Hiszpanii w futsalu : 1

Reprezentacja Katalonii : 2005

## Kariera trenerska
W maju 2016 r. otrzymał od klubu KS Acana Orzeł Futsal Jelcz-Laskowice propozycję objęcia stanowiska trenera i rozpoczęcia nowego projektu sportowego. Rolę tę łączy również z rolą koordynatora akademii klubu we wszystkich kategoriach od lat 6 do lat 20.
W pierwszym sezonie pod jego kierownictwem, klub zajmuje historyczne drugie miejsce w lidze, grając w barażach o szansę na awans do Futsal Ekstraklasa. W tym sezonie Chus pełnił również rolę trenera bramkarzy futsalowej reprezentacji Węgier kierowanej przez Sito Riverę.
W kolejnym sezonie, 2017/2018, udaje mu się stworzyć mistrzowską drużynę, która zajmując pierwsze miejsce w lidze automatycznie awansuje do najwyższej kategorii polskiego fustalu - Futsal Ekstraklasa.
W sierpniu 2019 roku wygrywa prestiżowy turniej Acana Futsal Masters, w finale pokonując mistrza Francji.

### Tytuły
- Zwycięstwo Pierwszej Polskiej Ligi Futsalu (gr. południowa): KS Acana Orzeł Futsal Jelcz-Laskowice: 2017/2018
- Zwycięstwo w Turnieju Acana Futsal Masters: KS Acana Orzeł Futsal Jelcz-Laskowice: sierpień 2018

### Sukcesy Indywidualne
- Tytuł Najlepszego Trenera powiatu oławskiego i nominacja do Najlepszego Trenera Dolnego Śląska plebiscytu Gazeta Wrocławska: 2016, 2017, 2018[4]